# Lastovce
Lastovce es un municipio del distrito de Trebišov, en la región de Košice, Eslovaquia. Según el censo de 2021, tiene una población de 1250 habitantes.
Está ubicado al este de la región, en la cuenca hidrográfica del río Ondava (afluente del río Bodrog que, a su vez, lo es del Tisza), y cerca de la frontera con la región de Prešov y Hungría.

## Demografía
| Año        | 1994 | 2004     | 2014    | 2024     |
| ---------- | ---- | -------- | ------- | -------- |
| Población  | 865  | 1060     | 1147    | 1275     |
| Diferencia |      | +22,54 % | +8,20 % | +11,15 % |

| Año        | 2023 | 2024    |
| ---------- | ---- | ------- |
| Población  | 1274 | 1275    |
| Diferencia |      | +0,07 % |